# Hrabia Temple of Stowe
Hrabiowie Temple of Stowe 1. kreacji (parostwo Zjednoczonego Królestwa)
- 1822–1839: Richard Temple-Nugent-Brydges-Chandos-Grenville, 1. książę Buckingham i Chandos oraz 1. hrabia Temple of Stowe
- 1839–1861: Richard Plantagenet Temple-Nugent-Brydges-Chandos-Grenville, 2. książę Buckingham i Chandos oraz 2. hrabia Temple of Stowe
- 1861–1889: Richard Plantagenet Campbell Temple-Nugent-Brydges-Chandos-Grenville, 3. książę Buckingham i Chandos oraz 3. hrabia Temple of Stowe
- 1889–1902: William Stephen Temple-Gore-Langton, 4. hrabia Temple of Stowe
- 1902–1940: Algernon William Stephen Temple-Gore-Langton, 5. hrabia Temple of Stowe
- 1940–1966: Chandos Grenville Temple-Gore-Langton, 6. hrabia Temple of Stowe
- 1966–1988: Ronald Stephen Brydges Temple-Gore-Langton, 7. hrabia Temple of Stowe
- 1988 -: Walter Grenville Algernon Temple-Gore-Langton, 8. hrabia Temple of Stowe

Najstarszy syn 8. hrabiego Temple of Stowe: James Grenville Temple-Gore-Langton, lord Langton